# Bisdom Springfield in Massachusetts
Het bisdom Springfield in Massachusetts (Latijn: Dioecesis Campifontis) is een rooms-katholiek bisdom met als zetel Springfield, in de Amerikaanse staat Massachusetts. Het bisdom is suffragaan aan het aartsbisdom Boston. 

## Geschiedenis
Het bisdom werd opgericht op 14 juni 1870, uit delen van het bisdom Boston, en was suffragaan aan het aartsbisdom New York. Op 12 februari 1875 veranderde het van kerkprovincie en werd suffragaan aan het nieuw verheven aartsbisdom Boston. Op 14 januari 1950 verloor het gebied bij de oprichting van het bisdom Worcester.

## Parochies
Het bisdom had in 2022 een oppervlakte van 7.306 km2 en telde 826.188 inwoners waarvan 19,4% rooms-katholiek was.

## Bisschoppen
- Patrick Thomas O’Reilly (23 juni 1870 - 28 mei 1892)
- Thomas Daniel Beaven (9 augustus 1892 - 25 oktober 1920)
- Thomas Mary O’Leary (16 juni 1921 - 10 oktober 1949)
- Christopher Joseph Weldon (28 januari 1950 - 15 oktober 1977)
- Joseph Francis Maguire (15 oktober 1977 - 27 december 1991; coadjutor sinds 13 april 1976)
  - Leo Edward O’Neil (hulpbisschop: 30 juni 1980 - 17 oktober 1989)
- John Aloysius Marshall (27 december 1991 - 3 juli 1994)
- Thomas Ludger Dupré (14 maart 1995 - 11 februari 2004; hulpbisschop sinds 7 april 1990)
- Timothy Anthony McDonnell (9 maart 2004 - 19 juni 2014)
- Mitchell Thomas Rozanski (19 juni 2014 - 10 juni 2020)
  - Robert Joseph McManus (apostolisch administrator: 25 augustus 2020 - 14 december 2020)
- William Draper Byrne (14 oktober 2020 - heden)

## Galerij van afbeeldingen

Wapen van het bisdom
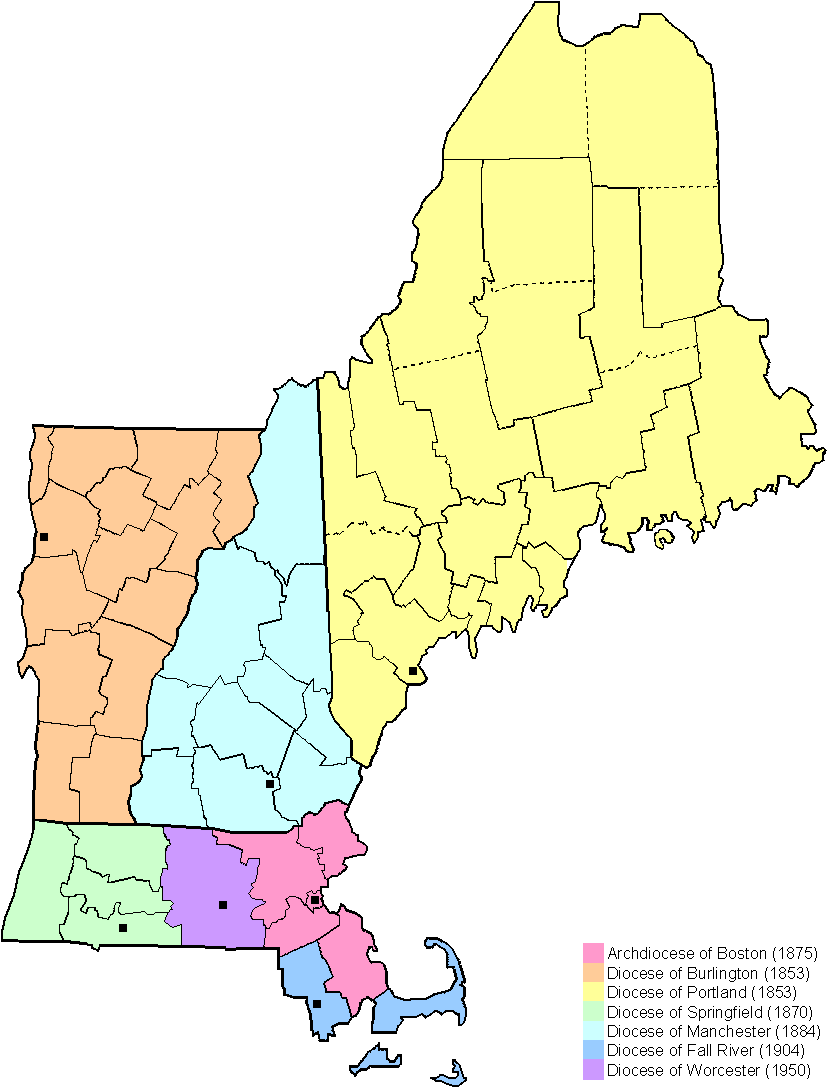
Kerkprovincie met aartsbisdom en suffragane bisdommen

Boston (aartsbisdom) · Burlington · Fall River · Manchester · Portland · Springfield in Massachusetts · Worcester